# Volker Stelzmann

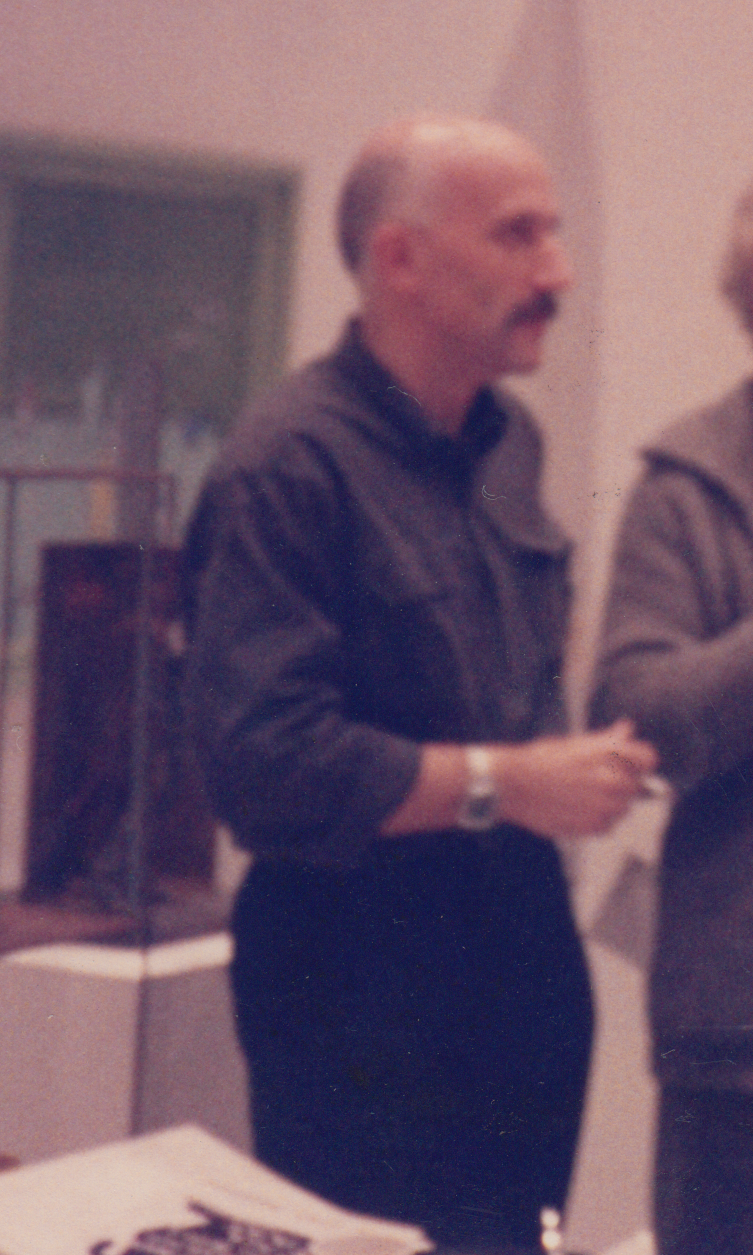
Volker Stelzmann, 1985

Volker Stelzmann (* 5. November 1940 in Dresden) ist ein deutscher Maler und Grafiker.

## Leben
Stelzmann wurde als drittes Kind des Reichsbahninspekteurs Kurt Stelzmann und seiner Frau Charlotte Ruth, geb. Lambrecht, geboren. Sein Vater fiel 1944 im Krieg. Seit 1948 wuchs Stelzmann in Leipzig auf, wo er nach der Mittleren Reife von 1957 bis 1960 eine Lehre zum Feinmechaniker machte und bis 1963 in diesem Beruf arbeitete. Gleichzeitig besuchte er eine Abendmalschule der Hochschule für Grafik und Buchkunst Leipzig (HGB) bei Walter Münze. Ab 1963 studierte er an der HGB in der Fachklasse von Gerhard Kurt Müller und schloss 1968 mit dem Diplom ab. Das Grundstudium absolvierte er bei Fritz Fröhlich, Hans Mayer-Foreyt und Harry Blume. Während seiner Studienzeit setzte er sich mit Essays von Michel de Montaigne auseinander.
Von 1968 bis 1973 arbeitete Stelzmann in Leipzig als freischaffender Künstler und suchte die Auseinandersetzung mit Werken von Pontormo, Rosso Fiorentino, Otto Dix und der Neuen Sachlichkeit. Nachdem er schon 1966 mehrfach zu Studienreisen in der Sowjetunion war, besuchte er in dieser Zeit auch Bulgarien, Kuba und Indien. Von 1970 bis 1986 war er Mitglied im Verband Bildender Künstler der DDR, ab 1978 als Vorsitzender deren Zentraler Sektionsleitung. Von 1973 bis 1974 machte er eine Aspirantur an der HGB. 1979 wurde er  zum Dozenten und Abteilungsleiter des Grundstudiums ernannt. 1982 bekam er eine Professur an der HGB. Er übte seine Lehrtätigkeit bis 1986 aus.
Stelzmann hatte in der Zeit der DDR im In- und Ausland eine bedeutende Zahl von Einzelausstellungen und Ausstellungsbeteiligungen, u. a. von 1972 bis 1983 an der VII. bis IX. Kunstausstellung der DDR in Dresden. 1966 hatte er gemeinsam mit Ulrich Hachulla seine erste Personalausstellung in Ahrenshoop.
1986 kehrte Stelzmann von einer Reise anlässlich seiner Ausstellungen in Oberhausen und West-Berlin nicht in die DDR zurück. Von 1987 bis 1988 war er Gastprofessor an der Städelschule in Frankfurt am Main und wurde 1988 zum Professor für Malerei an die Hochschule (später Universität) der Künste Berlin berufen. Aus Protest dagegen legte der Maler Georg Baselitz seine Lehrtätigkeit an der Hochschule für längere Zeit nieder, da er Stelzmann als „linientreuen Staatskünstler“ ansah. Stelzmanns Lehrtätigkeit endete 2006.
Volker Stelzmann lebt und arbeitet in Berlin-Charlottenburg. Er ist seit 1988 mit Henriette Stelzmann, geb. Arndt, verheiratet.
Stelzmann wird von DIE GALERIE in Frankfurt am Main und der Galerie Poll in Berlin vertreten.

## Ausstellungen (unvollständig)

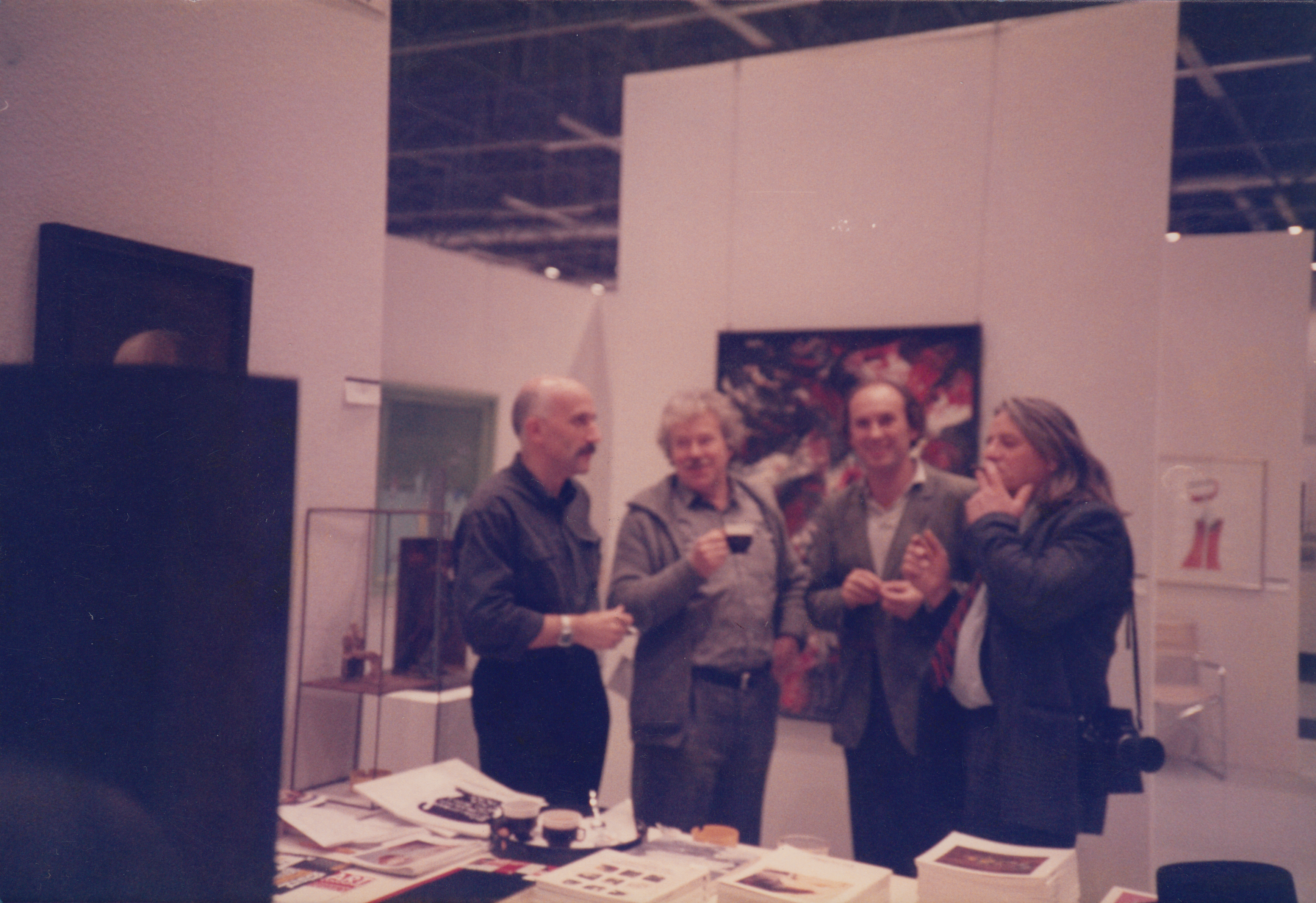
1985 in Köln: (v. l. n. r.) Volker Stelzmann, Waldemar Otto, Timm Gierig und Eberhard Fiebig

### Einzelausstellungen
- 1984: Kulturzentrum der DDR, Paris
- 1985/1986: Städtische Galerie, Oberhausen
- 1986: Staatliche Kunsthalle, West-Berlin
- 1988: BASF, Ludwigshafen; Kunststation St. Peter, Köln; Städtische Galerie, Albstadt-Ebingen; Galerie Poll, Berlin
- 1989: Volker Stelzmann, A.W. Faber-Castell, Stein; Volker Stelzmann, Ludgerikirche, Norden; Volker Stelzmann, Akademie der Diözese Rottenburg, Stuttgart
- 1990: Kunstverein, Bretten
- 1991: Galerie Poll, Berlin
- 1992: Kroch-Haus, Leipzig; Volker Stelzmann, Ausstellungszentrum der Universität Leipzig, Leipzig; Volker Stelzmann, Saale-Galerie, Saalfeld; Volker Stelzmann, Sankt Martin-Kirche, Leutkirch
- 1993: Lafayette Parke Gallery, San Francisco
- 1994: Volker Stelzmann, Kulturspeicher, Oldenburg; Volker Stelzmann, Kunstverein Gütersloh; Galerie Poll, Berlin
- 1995: Städtische Galerie, Wesseling
- 1996: Volker Stelzmann, Kunsthof Voigtei, Halberstadt
- 1997: Galerie Poll, Berlin
- 1999: Versuchsanordnungen, Figurenbilder 1990–1998, Museum für Bildende Künste Leipzig
- 2000: Volker Stelzmann, Landesmuseum für Kunst- und Kulturgeschichte, Schloß Gottorf, Schleswig; Volker Stelzmann, Kurpfälzisches Museum, Heidelberg; Aufzug, Galerie Poll, Berlin
- 2001/2002: Volker Stelzmann, Centro Cultural São Lourenço, Almancil, Portugal
- 2002: Volker Stelzmann. Gemälde, Zeichnungen; Städtische Sammlungen Freital; Pellegrinaggio, 12 Figurenbilder, (12. April–23. Juni), St. Matthäus-Kirche, Berlin in der Reihe Das andere Altarbild in der St. Matthäus-Kirche, Berlin: Deposizione IV (26. März–30. März), „Resurrezione“ (31. März–12. Mai), „Das Pfingstbild“ (14. Mai–23. Juni)
- 2003: Volker Stelzmann, Kunstverein Südsauerland, Olpe; Volker Stelzmann, DIE GALERIE, Frankfurt am Main
- 2004: Positionen – Depositionen, Kunstverein Coburg e. V.; Konspiration – Malerei, Galerie Poll, Berlin
- 2006: Volker Stelzmann. Zeichnungen, Museum Folkwang, Essen; Volker Stelzmann. Versuchsanordnungen II, Galerie Poll, Berlin
- 2007: Volker Stelzmann. Versuchsanordnungen, DIE GALERIE, Frankfurt am Main; Versuchsanordnungen II in: Kunstverein Marburg, Städtische Galerie Speyer, Galleria ModenArte, Modena, Italien
- 2008: Volker Stelzmann. Experimental Arrangements, Rudolph Projects ArtScan Gallery, Houston, Texas, USA Volker Stelzmann. Paintings and Drawings, Centro Cultural São Lourenço, Almacil, Portugal
- 2009: Volker Stelzmann. Konspirationen, Kunsthalle Jesuitenkirche Aschaffenburg
- 2010: Volker Stelzmann. Parallelen, Emsdettener Kunstverein, Emsdetten
- 2011: Volker Stelzmann. Stationen, DIE GALERIE, Frankfurt am Main; Galerie Poll, Berlin
- 2014: Zweiundzwanzig Gemälde und Die Offenbarung, Kunstverein Wiligrad, Schloss Wiligrad, Lüpstorf; Volker Stelzmann, Kunstverein Region Dahlenburg, Dahlenburg
- 2015: V.S. Leipzig – Berlin, Galerie Poll, Berlin; Panoptikum, Osthaus Museum Hagen; Panoptikum, DIE GALERIE, Frankfurt am Main
- 2017: Das Treffen – Neue Bilder, Galerie Poll, Berlin; Galerie Verein Stadt Leonberg
- 2020/21: Volker Stelzmann. Stadt - Werkstatt. Angermuseum Erfurt, Kunsthalle Schweinfurth
- 2024: Volker Stelzmann – Dickicht, Galerie Poll, Berlin

### Weitere Ausstellungsbeteiligungen
- 1970: Junge Deutsche Malerei – Kontinuität der Neuen Sachlichkeit, Mailand
- 1978: Malerei und Grafik der DDR, Kunsthalle Worpswede
- 1978/1979: Internationaler Realismus, Kunstvereine Karlsruhe und Hamburg
- 1980: Galleria Teatro del Falcone, Genua
- 1981: Malerei und Grafik in der DDR, Musée National d’Art Moderne, Paris
- 1982: Biennale Venedig
- 1985: Leopold-Hoesch-Museum, Düren
- 1987: Spuren der Heiligen in der Kunst heute, Neue Galerie - Sammlung Ludwig, Aachen
- 1989: Zweihundert Jahre Französische Revolution, Staatliche Kunsthalle, Berlin
- 1991: Interferenzen, Riga und Leningrad
- 1993: 1. Realismus-Triennale, Martin-Gropius-Bau, Berlin, Die andere Tradition – Leipziger Malerschule, Von der Heydt-Museum, Wuppertal Armory Show (The ART SHOW), New York (mit Forum Gallery)
- 1996: Zeitströmungen, Sprengel-Museum, Hannover Amory Show (THE ART SHOW), New York (mit Forum Gallery)
- 1997: Standort Deutschland, Museum Schloß Morsbroich, Leverkusen Lust und Last – Leipziger Kunst seit 1945; Germanisches Nationalmuseum, Nürnberg, Museum der bildenden Künste Leipzig
- 2000: Guten Morgen, Malerei, Kunstverein Augsburg
- 2002: Räume des 20. Jahrhunderts, Neue Nationalgalerie Berlin; Grünewald in der modernen Kunst, Jesuitenkirche, Galerie der Stadt Aschaffenburg
- 2003: Kunst in der DDR, Neue Nationalgalerie, Berlin
- 2005: Berlinische Galerie, Berlin, Universität der Künste Berlin; Para Volker, Internationale Künstler zum Tod von Volker Huber, Centro Cultural São Lourenço, Algarve, Portugal
- 2008: Berlin. Klasse Stelzmann, Mineta Contemporary, Brüssel

## Öffentliche Sammlungen mit Werken Stelzmanns (Auswahl)
- Städtische Galerie, Albstadt
- Lindenau-Museum Altenburg
- Berlinische Galerie, Berlin
- Neue Nationalgalerie, Berlin
- Kupferstichkabinett, Berlin

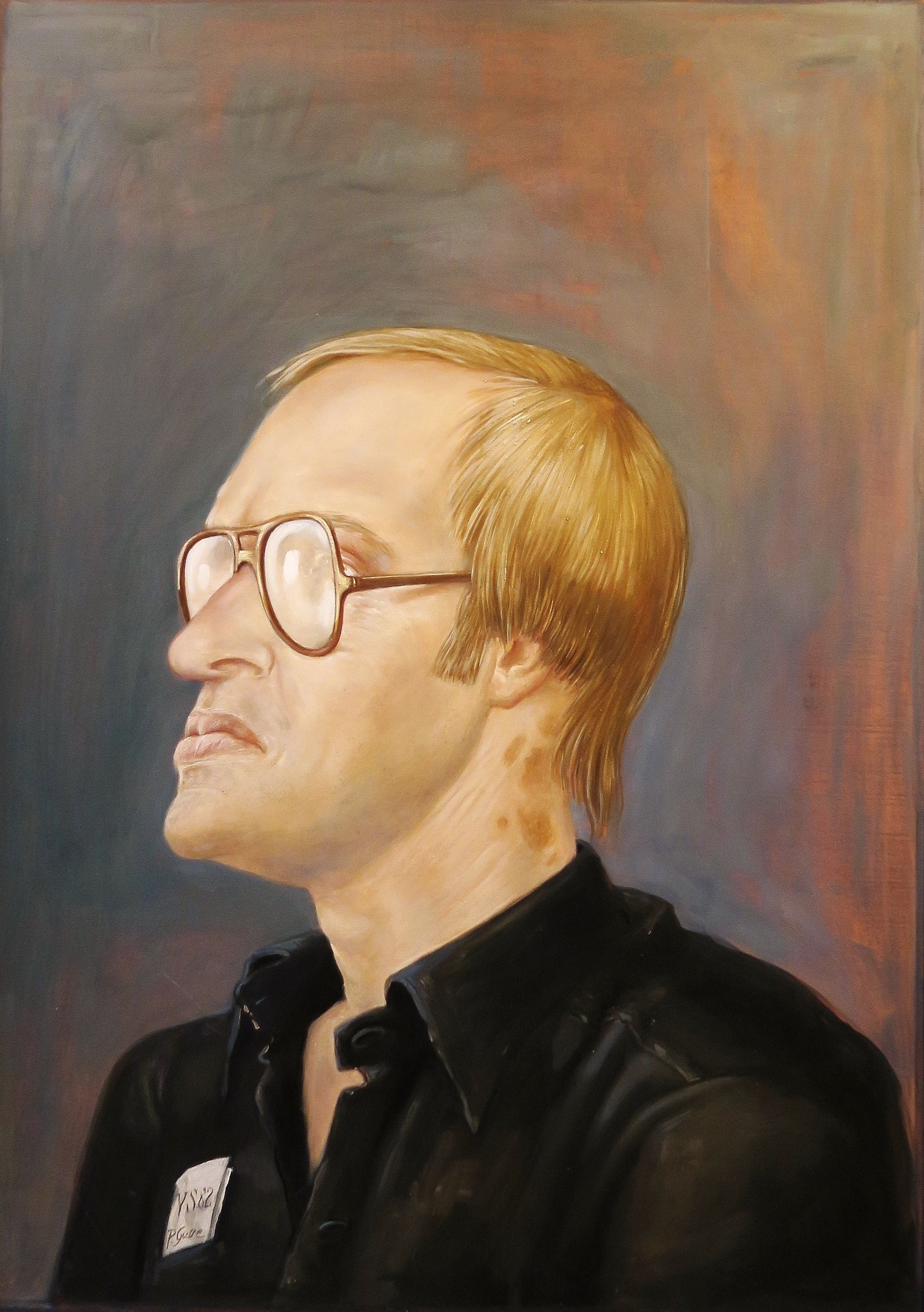
Anno 1982: Porträt Peter Gosse

- Graphische Sammlungen der Veste Coburg
- Brandenburgische Kunstsammlungen, Cottbus
- Kupferstichkabinett der Staatlichen Kunstsammlungen Dresden[3]
- Deutsche Bibliothek, Frankfurt am Main
- Museum für Junge Kunst, Frankfurt (Oder)
- Sprengel-Museum, Hannover
- Kunsthalle zu Kiel
- Museum der bildenden Künste Leipzig
- Stadtgeschichtliches Museum Leipzig
- Kunstsammlung der Universität Leipzig
- Kunsthalle Nürnberg
- Albrecht-Dürer-Haus, Nürnberg
- Sammlung Ludwig, Oberhausen
- Niedersächsisches Landesmuseum für Kunst und Kulturgeschichte, Oldenburg
- Kunsthalle Rostock
- Diözesanmuseum Rottenburg in Rottenburg am Neckar
- Staatliches Museum Schwerin
- St. Petersburg, Sammlung Ludwig im Russischen Museum
- Sammlung Ludwig im Stadtpalais Liechtenstein, Wien
- Städtische Sammlungen, Freital, Traumdunkel – der Symbolismus in Sachsen

## Ehrungen
- 1978: Kunstpreis der DDR
- 1983: Nationalpreis der DDR für Kunst und Literatur III. Klasse